# Spedizione Southern Cross

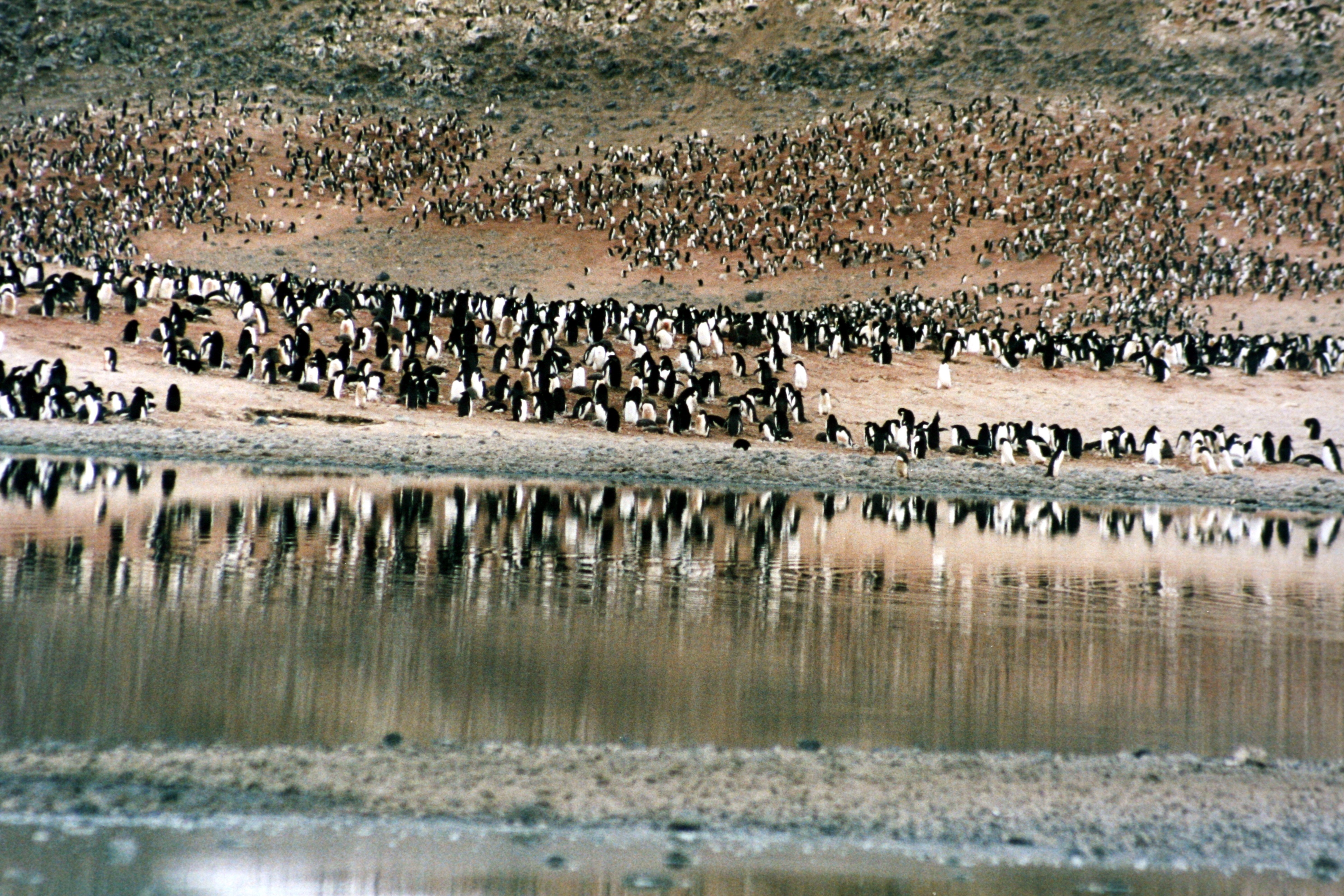
Il punto di sbarco della spedizione Southern Cross a Capo Adare, in Antartide, nel mezzo di una colonia di pinguini (2001)

La spedizione Southern Cross, nota ufficialmente come spedizione antartica britannica 1898–1900, fu la prima avventura britannica dell'epoca eroica dell'esplorazione antartica, precursore dei più famosi viaggi di Robert Falcon Scott e Ernest Henry Shackleton. Ideata dell'esploratore e maestro anglo-norvegese Carsten Borchgrevink, fu la prima spedizione a trascorrere l'inverno sulla terraferma antartica, la prima a visitare la Grande barriera di ghiaccio fin dai tempi di James Clark Ross nel 1839–1843 e la prima ad effettuare uno sbarco sulla superficie della barriera. Fu anche pioniera nell'uso di cani e slitte nei viaggi antartici.
La spedizione fu finanziata privatamente dall'editore britannico George Newnes. Partito verso il sud a bordo della Southern Cross nell'agosto del 1898, il gruppo di Borchgrevink passò l'inverno del 1899 a Capo Adare, estremità nordoccidentale della costa del Mare di Ross. Qui svolsero un intensivo programma di osservazioni scientifiche, nonostante l'esplorazione dell'entroterra sia stata fortemente limitata dal terreno montagnoso e ghiacciato attorno alla base. Nel gennaio 1900 il gruppo ripartì da Capo Adare sulla Southern Cross per esplorare il mare di Ross, seguendo la rotta tracciata da Ross sessanta anni prima. Raggiunsero la Grande barriera di ghiaccio, dove una squadra di tre persone effettuò il primo viaggio in slitta sulla superficie della barriera, durante il quale fu raggiunta la latitudine meridionale record di 78°50′S.
Al suo ritorno in Inghilterra la spedizione fu accolta freddamente dalle autorità geografiche londinesi, risentite perché era stata anticipata la loro spedizione nazionale antartica (Discovery). Vi erano anche dubbi riguardo alle capacità di comando di Borchgrevink, e critiche per le poche informazioni scientifiche raccolte dalla spedizione. Nonostante gli innovativi successi ottenuti, Borchgrevink non si vide mai riconosciuto lo status eroico di cui beneficiarono Scott o Shackleton, e la sua spedizione fu presto dimenticata. Nonostante tutto Roald Amundsen, conquistatore del polo sud nel 1911, riconobbe che la spedizione di Borchgrevink aveva eliminato i più grandi ostacoli dei viaggi antartici, e che aveva aperto la via a tutte le spedizioni che seguirono.

## Contesto storico

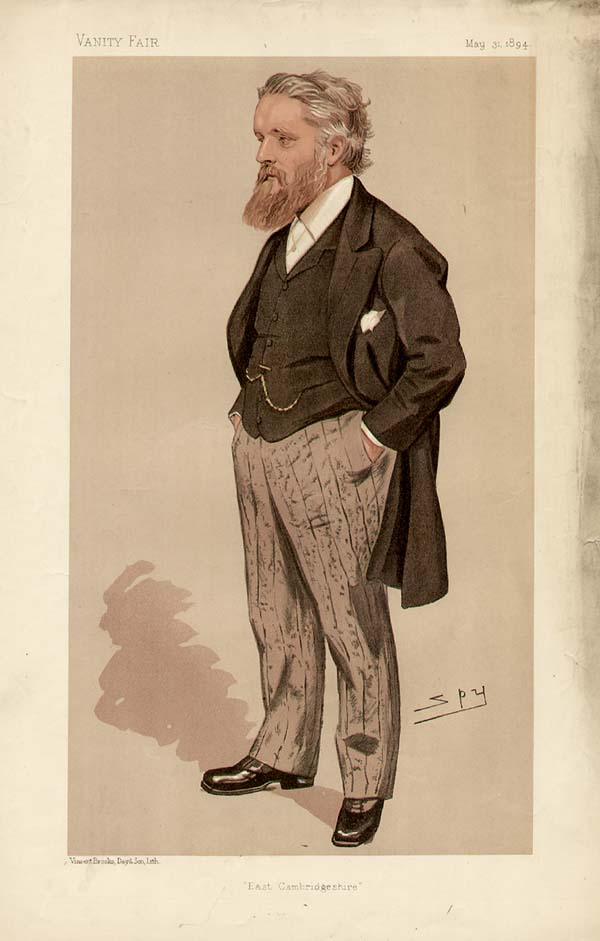
Vignetta raffigurante Sir George Newnes

Nato ad Oslo nel 1864 da padre norvegese e da madre inglese, Carsten Borchgrevink emigrò in Australia nel 1888, dove lavorò in squadre d'esplorazione nell'entroterra prima di accettare una nomina a professore nel Nuovo Galles del Sud. Nel 1894 si unì ad una spedizione commerciale guidata da Henryk Johan Bull a bordo della baleniera Antarctic, che entrò nelle acque antartiche e raggiunse Capo Adare, accesso occidentale del mare di Ross. Un gruppo di cui facevano parte Bull e Borchgrevink effettuò un veloce sbarcò per poter affermare di essere i primi uomini a mettere piede in Antartide, nonostante il cacciatore di foche statunitense John Davis avesse detto di essere sbarcato sulla penisola Antartica nel 1821. Visitarono anche Possession Island nel mare di Ross, lasciando un messaggio in una scatola di stagno come prova dell'avvenuto viaggio. Borchgrevink era convinto che Capo Adare, con la sua enorme colonia di pinguini, rappresentasse un'ottima fonte di cibo e blubber, e che sarebbe stato ottimo come base di partenza per future spedizioni che avrebbero potuto passare l'inverno sul posto prima di esplorare l'entroterra.
Determinato a guidare egli stesso una tale spedizione, al suo ritorno da Capo Adare Borchgrevink passò buona parte dei successivi tre anni nel tentativo di ottenere i finanziamenti in Australia ed in Inghilterra. Nonostante l'incoraggiamento della Royal Geographical Society (RGS), al cui Congresso Internazionale si era rivolto nel 1895, non ebbe inizialmente successo. La RGS stava infatti preparando i piani per una propria spedizione antartica su scala nazionale ed era in cerca di fondi. Borchgrevink era considerato dal presidente della RGS Clements Markham un intruso straniero ed un rivale nella ricerca di fondi. In ogni caso Borchgrevink riuscì a convincere l'editore George Newnes (il cui rivale in affari Alfred Harmsworth sosteneva la spedizione di Markham) a sobbarcarsi l'intero costo della spedizione, circa 40 000 sterline (l'equivalente di 3 887 700 di sterline del 2014). Questo regalo fece infuriare Markham e la RGS, dato che la donazione di Newnes sarebbe stata sufficiente "per far partire la Spedizione Nazionale".
Newnes pose una condizione: la spedizione di Borchgrevink sarebbe salpata battendo bandiera britannica ed avrebbe seguito il modello delle spedizioni antartiche britanniche. Borchgrevink lo accettò senza problemi, nonostante solo due dei membri fossero inglesi. Questo aumentò le ostilità ed il disprezzo di Markham, il quale punì il bibliotecario della RGS Hugh Robert Mill per aver preso parte all'organizzazione della spedizione Southern Cross. Mill aveva brindato al successo della spedizione, dichiarando che era "una vergogna per le imprese umane" il fatto che ci fossero anche zone inesplorate dall'uomo sulla Terra. Sperava che questa situazione venisse cancellata "dalla magnificenza di Sir George Newnes e dal coraggio di Mr Borchgrevink".

## Organizzazione

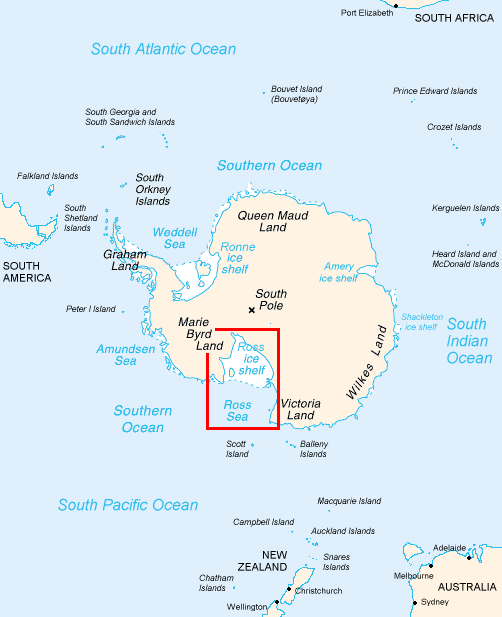
Mappa dell'Antartide, raffigurante (rettangolo rosso) l'area delle operazioni della spedizione Southern Cross. Capo Adare si trova nell'angolo in basso a destra del rettangolo; la Barriera di Ross, o Grande barriera di Ghiaccio, si trova in mezzo al rettangolo

### Obiettivi della spedizione
Tra gli obiettivi della spedizione di Borchgrevink c'erano interessi commerciali, scientifici e geografici. Aveva intenzione di formare un gruppo per lo sfruttamento dei depositi di guano che aveva visto durante il viaggio del 1894–1895, ma finì in nulla di fatto. Durante le numerose relazioni tenute presso varie società scientifiche aveva parlato della quantità di lavoro che si sarebbe potuta svolgere grazie ad una spedizione permanente, compresa la possibilità di determinare il punto esatto del Polo Sud Magnetico. La squadra di scienziati nominati da Borchgrevink, nonostante fosse priva di esperienza, coprva numerosi campi: magnetismo, meteorologia, biologia, zoologia, tassidermia e cartografia. Borchgrevink sperava anche di completare i successi scientifici con spettacolari scoperte geografiche e con viaggi, e forse persino con un tentativo di raggiungere lo stesso polo sud geografico. Senza nessuna conoscenza della geografia del continente, non poteva sapere che la base di Capo Adare impediva qualsiasi esplorazione dell'entroterra antartico.

### Nave
Come nave esplorativa, Borchgrevink acquistò una baleniera a vapore, la Pollux, costruita nel cantiere navale di Colin Archer, famoso costruttore navale norvegese. Archer aveva progettato e costruito la nave di Fridtjof Nansen, la Fram, che nel 1896 aveva fatto ritorno illesa dal suo lungo viaggio nell'oceano artico durante la spedizione "Farthest North" (1893–1896). La Pollux, che Borchgrevink ribattezzò subito in Southern Cross, era un brigantino da 520 tonnellate di stazza e 45 metri di lunghezza totale. I motori erano stati progettati su indicazione di Borchgrevink e furono montati prima che la nave lasciasse la Norvegia. Nonostante Markham avesse espresso dubbi riguardo alla resistenza in mare aperto (forse nel tentativo di ritardare la partenza di Borchgrevink), la nave salpò le ancore completamente equipaggiata per i mari antartici. Come molte altre navi polari, la sua vita dopo il termine della spedizione fu molto breve; fu venduta alla Newfoundland Sealing Company e nell'aprile del 1914 si perse in una tempesta al largo della costa di Terranova.

### Personale

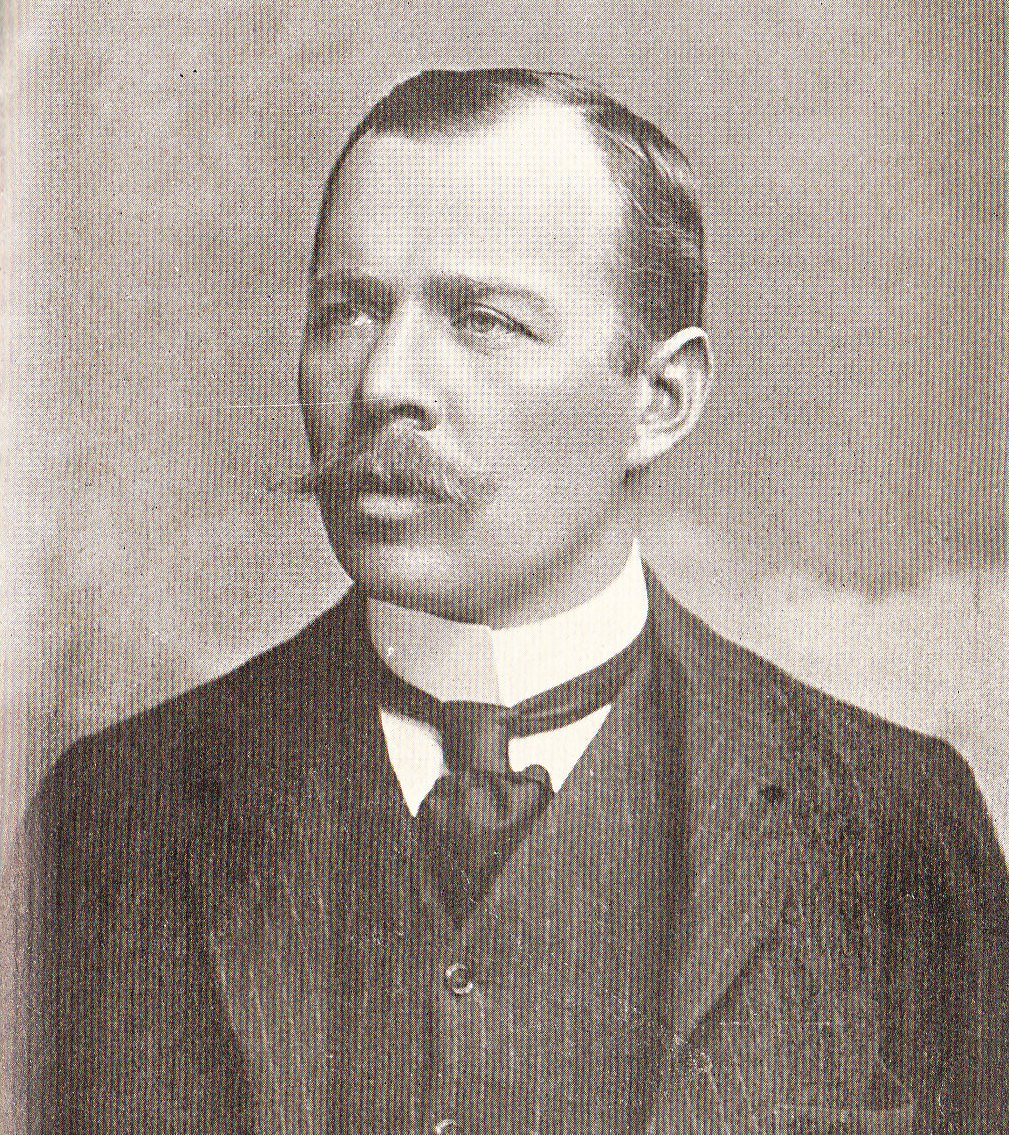
Carsten Borchgrevink, capo della spedizione

Il gruppo che avrebbe trascorso l'inverno a Capo Adare era composto da Borchgrevink, cinque scienziati, un ufficiale medico, un cuoco che fungeva anche da assistente generale e due guidatori di cani. Di questo gruppo cinque erano norvegesi, due inglesi, uno australiano e due, gli addestratori di cani, sami della Norvegia settentrionale, a volte definiti nei resoconti Lapponi o "Finnici". Tra gli scienziati c'era l'australiano Louis Bernacchi che aveva studiato magnetismo e meteorologia presso l'osservatorio di Melbourne. Era stato inserito nella spedizione belga in Antartide (1897-1899) ma non poté prendervi parte; la nave della spedizione, la Belgica, non riuscì a fare tappa a Melbourne durante il viaggio verso sud, lasciando così Bernacchi a terra. Bernacchi si trasferì quindi a Londra per essere sicuro di fare parte dello staff scientifico di Borchgrevink. Il suo racconto della spedizione Southern Cross, pubblicato nel 1901, criticò le qualità di comando di Borchgrevink ma difese i successi scientifici della spedizione. Nel 1901 Bernacchi tornò in Antartide come fisico nella spedizione Discovery di Scott. Un altro degli uomini di Borchgrevink che prese parte alla spedizione di Scott (comandante della nave Morning) fu l'inglese William Colbeck, un esperto marinaio che fu tenente della Royal Naval Reserve. Durante i preparativi per la spedizione Southern Cross Colbeck frequentò un corso di magnetismo presso l'osservatorio di Kew.
L'assistente zoologo di Borchgrevink era Hugh Blackwell Evans, originario di Bristol, che aveva vissuto tre anni in un ranch di bestiame in Canada e che aveva partecipato ad una caccia alla foca nelle isole Kerguelen. Il capo zoologo fu Nicolai Hanson, laureatosi presso l'Università di Christiania. Del gruppo faceva parte anche Herlof Klovstad, il medico ufficiale della spedizione, il cui precedente incarico era in un manicomio di Bergen. Gli altri furono Anton Fougner, assistente scientifico e tuttofare; Kolbein Ellifsen, cuoco ed assistente generale e due Sami che gestivano i cani, Per Savio e Ole Must. Savio e Must, rispettivamente di 21 e 20 anni di età, furono i più giovani del gruppo. In seguito Borchgrevink descrisse Savio come "amato per il suo carattere, l'ardore e l0intelligenza".
L'equipaggio della nave, guidato dal capitano Bernard Jensen, era composto da 19 marinai norvegesi e da uno svedese. Jensen era esperto di navigazione tra i ghiacci in Artide ed Antartide, ed aveva fatto parte con Borchgrevink del viaggio sulla Antarctic di Bull del 1894–1895.

## Viaggio

### Capo Adare
La Southern Cross salpò da Londra il 23 agosto 1898, dopo una visita del duca di York (il futuro re Giorgio V), il quale consegnò la bandiera del Regno Unito. Oltre al personale della spedizione, all'equipaggiamento ed alle provviste la nave trasportava i cani da slitta siberiani, i primi a prendere parte ad una spedizione antartica. Dopo l'approvvigionamento finale a Hobart, Tasmania, la Southern Cross salp per l'Antartide il 19 dicembre. Attraversò il circolo polare antartico il 23 gennaio 1899 e fu imprigionata dal pack per tre settimane. Capo Adare fu avvistato il 16 febbraio ed il giorno seguente la nave si ancorò nei pressi della costa.
Capo Adare era stato scoperto dall'esploratore antartico James Clark Ross nel corso della sua spedizione del 1839–1843. Si trova alla fine di un lungo promontorio. Sotto il Capo si trova una grossa battigia triangolare di ciottoli dove Bull e Borchgrevink avevano fatto il loro breve sbarco nel 1895. Questa battigia è la sede di una delle più grandi colonie di pinguini di Adelia dell'intero continente e, come Borchgrevink rimarcò nel 1895, "In questo particolare luogo, c'è molto spazio per case, tende e provviste". L'abbondanza di pinguini avrebbe fornito cibo e combustibile per l'inverno.

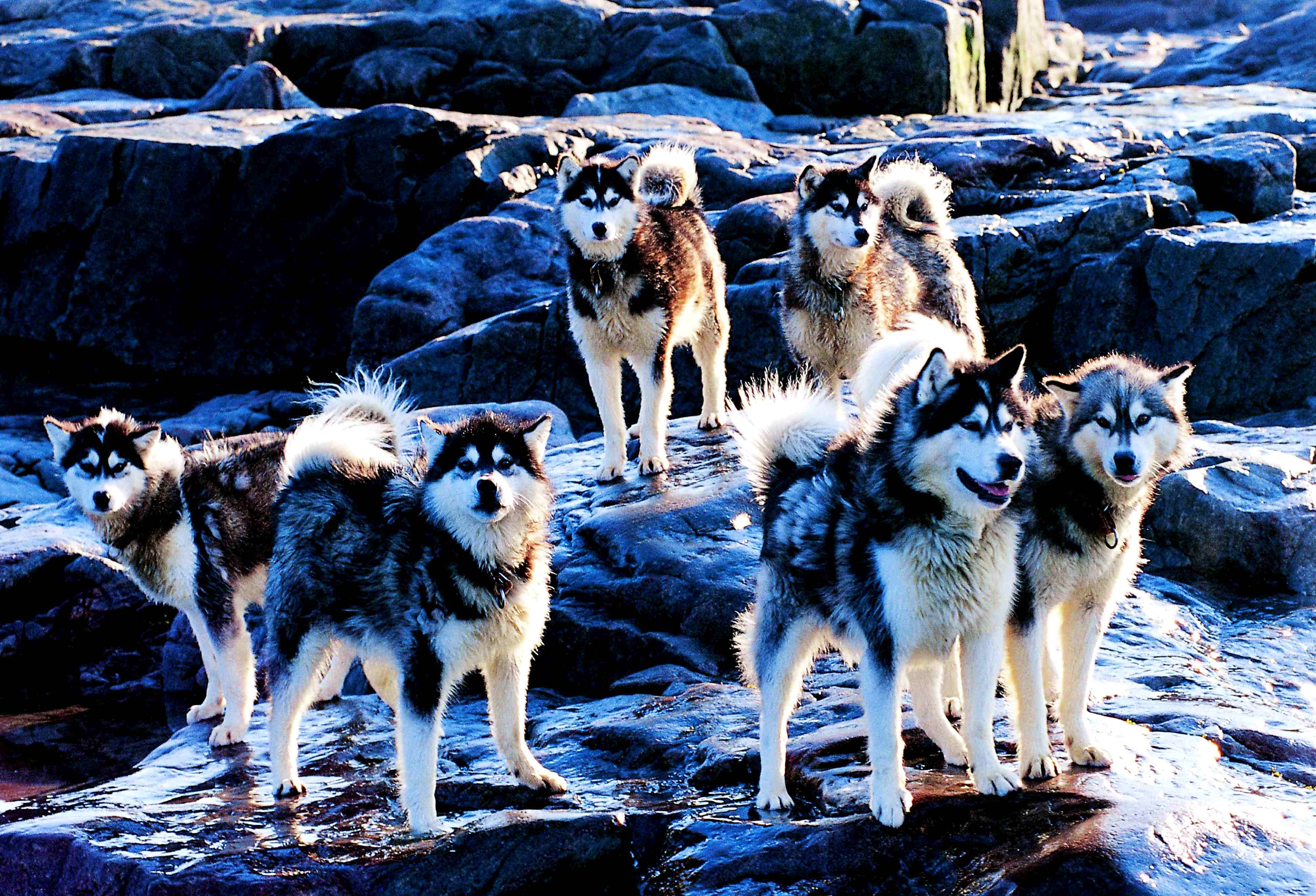
La spedizione fu la prima ad utilizzare i cani in Antartide

Lo sbarco del materiale iniziò il 17 febbraio. I primi ad essere portati a terra furono i 75 cani, con i due addestratori Sami, i quali rimasero con loro diventando quindi i primi a passare una notte nel continente antartico. Nei successivi dodici giorni furono portati a terra il resto dell'equipaggiamento e le provviste e furono eretti due prefabbricati, uno come unità abitativa e l'altro come magazzino. Furono i primi edifici eretti sul continente. Una terza struttura fu ottenuta dal materiale di scarto diventando un punto per le osservazioni magnetiche. La "capanna abitativa" era piccola per ospitare dieci uomini, ed abbastanza precaria; in seguito Bernacchi la descrisse come "un quadrato di 4,5 metri, ancorato con cavi al suolo roccioso". I cani dormivano in canili ricavati dalle casse d'imballaggio. Il 2 marzo la base, battezzata "Camp Ridley" dal nome da nubile della mamma di Borchgrevink, fu completata, e fu issata la bandiera del duca di York. Quel giorno la Southern Cross ripartì per l'Australia per passarvi l'inverno.
Nella capanna abitativa c'erano due piccole anticamere, una destinata alla camera oscura per lo sviluppo delle fotografie e l'altra per la tassidermia. Nella stanza principale la luce diurna entrava grazie ad un doppio vetro nella parete settentrionale. Le cuccette erano disposte lungo i muri perimetrali ed un tavolo con la stufa si trovavano al centro. Durante le poche settimane che precedettero l'inverno, i membri del gruppo effettuarono prove di viaggio sulle slitte lungo la superficie ghiacciata nei pressi della baia Robertson, durante i quali esplorarono la costa e raccolsero specimen di uccelli e pesci. Uccisero foche e pinguini per ottenere cibo e combustibile. Le attività all'aperto vennero fortemente ridotto da metà marzo, all'inizio dei duri mesi invernali.

### Inverno antartico

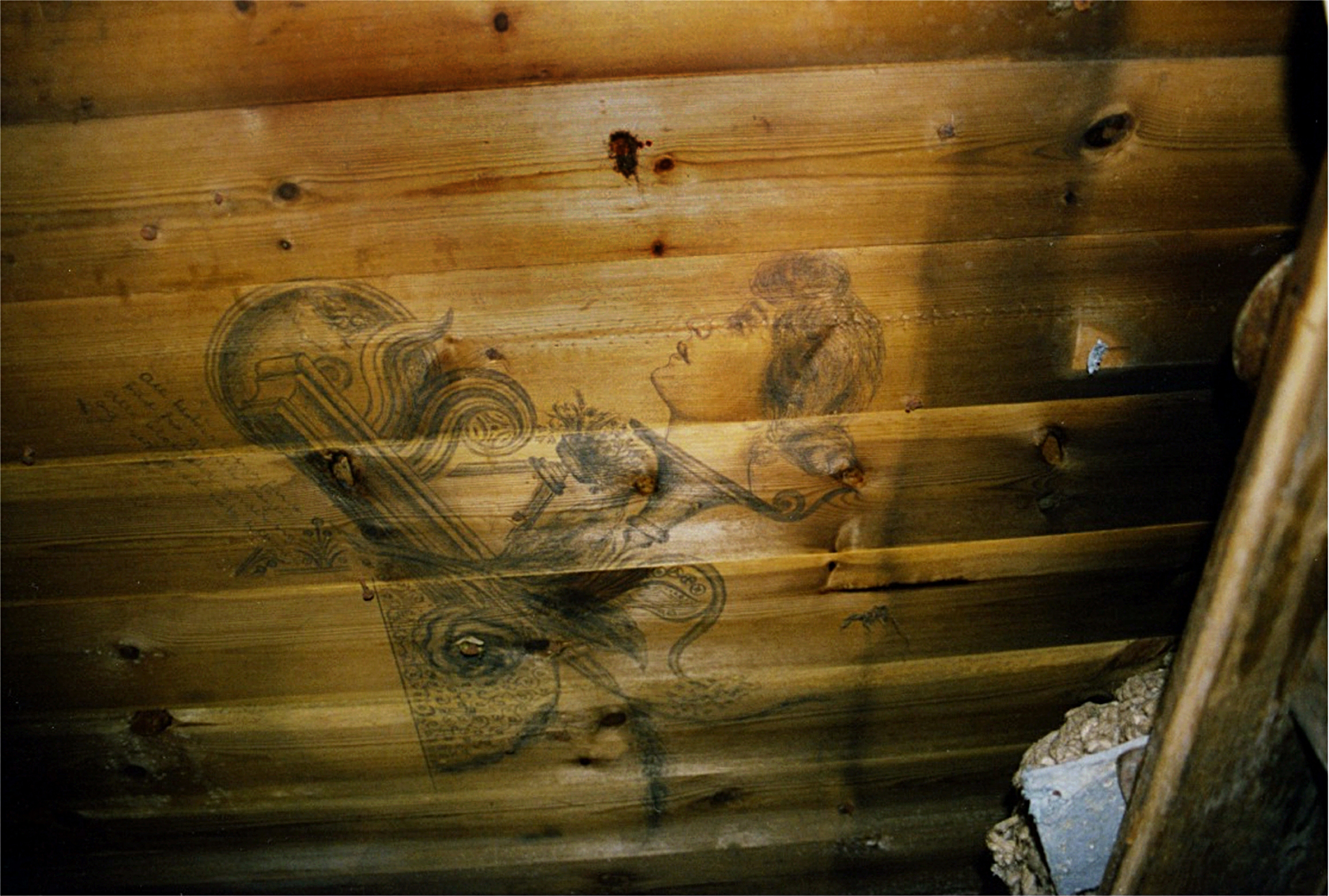
Disegno di Kolbein Ellefsen, sul muro della capanna di Capo Adare sopra il suo letto, dove visse durante l'inverno antartico

Quando giunse l'inverno il gruppo fu quasi completamente relegato al chiuso. Fu un periodo difficile; Bernacchi scrisse di noia ed irritazione: "Ufficiali e uomini, dieci di noi in tutto, si stavano esaurendo". In questo periodo di tensione e reclusione furono messe alla prova le qualità di Borchgrevink come comandante; egli fu, scrisse Bernacchi, "per molti aspetti... non un buon capo". Lo storico polare Ranulph Fiennes scrive che in condizioni di "anarchia democratica", sporco, disordine ed inattività erano all'ordine del giorno.
Borchgrevink non era uno scienziato esperto, e la sua incompetenza con l'equipaggiamento e l'incapacità a fare semplici osservazioni si rivelarono essere un grosso problema per il gruppo. Fu comunque mantenuto un programma di osservazioni scientifiche, gli esercizi furono svolti all'esterno della capanna quando il tempo lo permetteva e come ulteriore diversivo Savio improvvisò una sauna nei cumuli di neve lungo la capanna. Fu organizzato un concerto, con diapositive, canzoni e letture. In questo periodo vi furono due incidenti quasi mortali; nel primo una candela lasciata accesa vicino ad una cuccetta appiccò il fuoco alla capanna provocando notevoli danni. Nel secondo tre persone del gruppo furono quasi asfissiate dai fumi durante il sonno.

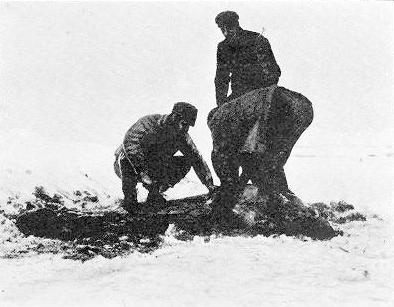
Inverno 1899: Colbeck, Bernacchi e Evans tolgono la pelle ad una foca

Il gruppo aveva a disposizione una gran quantità di burro, tè, caffè, aringhe, sardine, formaggio, zuppa, trippa in scatola, stufato di verdure, patata e vegetali essiccati. Pativano però la mancanza di lussi, con Colbeck che faceva notare che "tutta la frutta in scatola in dotazione al gruppo era stata mangiata durante il viaggio o lasciata a bordo per l'equipaggio [della nava]". C'era anche carenza di tabacco, nonostante la scorta di 500 kg. Solo un quarto del tabacco da masticare fu portato a terra.
Lo zoologo, Nicolai Hanson, si ammalò durante l'inverno. Il 14 ottobre 1899 morì, apparentemente per un problema intestinale, diventando così la prima persona a venire sepolta in Antartide. La tomba fu scavata con la dinamite nel terreno ghiacciato sulla cima del Capo. Bernacchi scrisse: "Qui, in mezzo al profondo silenzio ed alla pace, non c'è niente che disturbi il sonno eterno a parte il volo degli uccelli marini". Hanson lasciò una moglie ed una bambina nata dopo la partenza per l'Antartide.
Quando l'inverno si trasformò in primavera il gruppo si preparò per viaggi più ambiziosi nell'entroterra tramite l'uso di cani e slitte. Il loro campo base, però, era tagliato fuori dall'interno del continente da alte catene montuose, ed i viaggi lungo la costa furono resi pericolosi dall'insicuro ghiaccio. Questi fattori limitarono severamente l'ampiezza delle loro esplorazioni, limitate alle più immediate vicinanze della baia Robertson. Fu scoperta una piccola isola, chiamata isola del duca di York, situata lungo la Pennell Coast. Pochi anni dopo questa scoperta fu smentita dai membri della spedizione Discovery di Scott, i quali affermarono che l'isola "non esisteva", anche se la sua posizione fu poi confermata alle coordinate 71°38′S, 170°04′E.

### Esplorazione del mare di Ross
La Southern Cross tornò a Capo Adare dall'Australia il 28 gennaio 1900. Borchgrevink iniziò a smantellare il campo portando a bordo le provviste rimaste, ma smise quasi subito. Il 2 febbraio diresse la nave a sud nel mare di Ross. Due anni dopo si trovarono prove di una partenza frettolosa e disordinata da Capo Adare, quando il sito fu visitato dai membri della spedizione Discovery, dopodiché Edward Wilson scrisse; "... cumuli di rifiuti ovunque, ed una montagna di scatole di provviste, uccelli foche e cani morti oltre al materiale da slitta ... ed il cielo sa cosa altro".

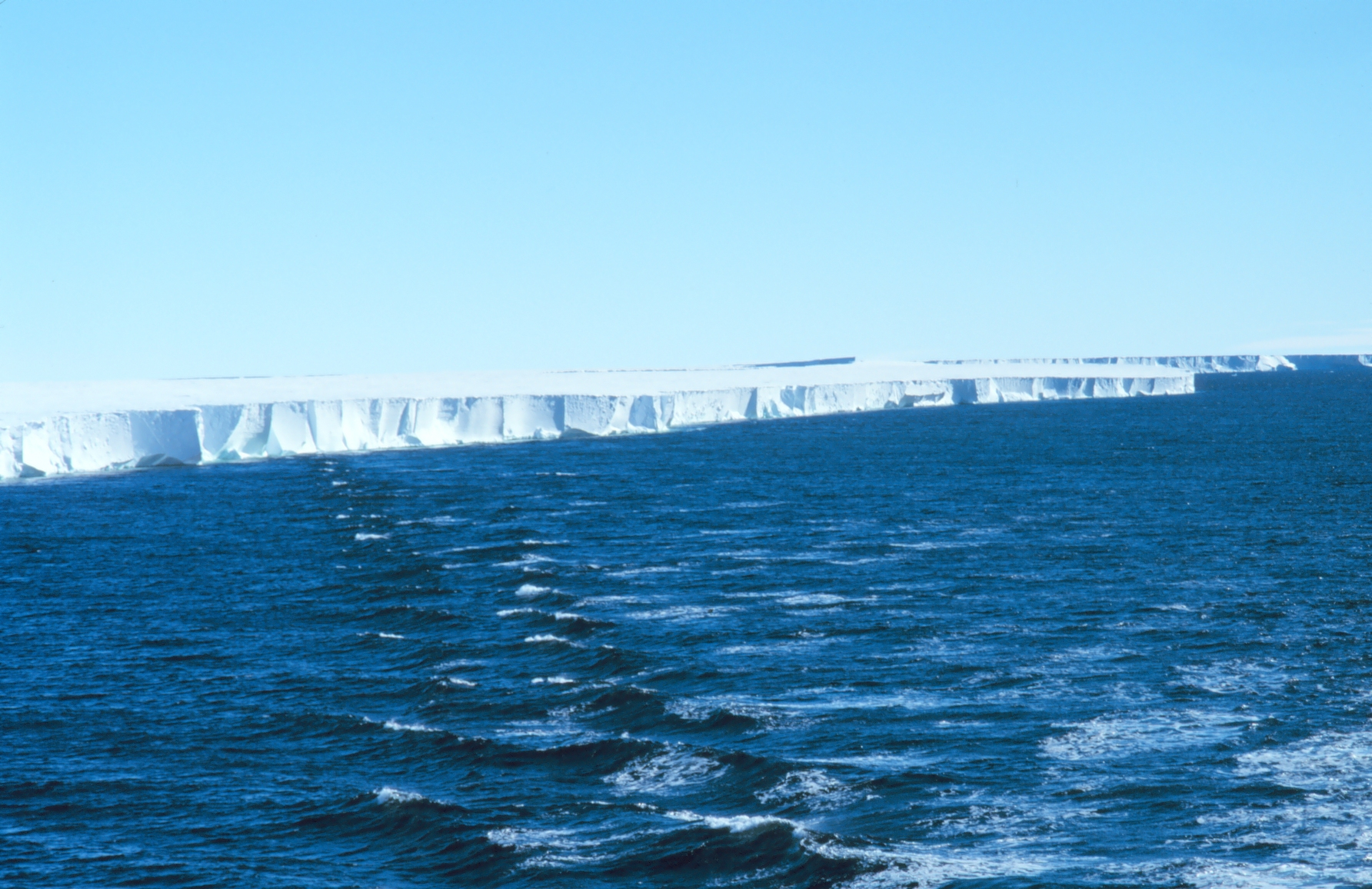
La parete della Barriera di Ross, o "Grande barriera di ghiaccio", dove Borchgrevink sbarcò nel 1900 per stabilire un nuovo record di Farthest South

La prima tappa della nave nel mare di Ross fu Possession Island, per recuperare la scatola di stagno lasciata da Borchgrevink e Bull nel 1895. Procedettero quindi a sud, seguendo la costa della Terra della regina Victoria e scoprendo altre isole, ad una delle quali Borchgrevink diede il nome di Sir Clements Markham, la cui ostilità nei confronti della spedizione non mutò in seguito a questo onore. La Southern Cross salpò poi verso l'isola di Ross, osservò il vulcano Erebus e tentò uno sbarco a Capo Crozier, alle pendici di Monte Terror. Qui Borchgrevink ed il capitano Jensen rischiarono di annegare a causa di una grossa onda causata dal distacco del ghiaccio dall'adiacente Grande barriera di ghiaccio. seguendo il percorso tracciato da James Clark Ross sessanta anni prima, procedettero ad est lungo la barriera fino a giungere all'insenatura dove, nel 1843, Ross aveva raggiunto il Farthest South. Le osservazioni dimostrarono che la barriera si era spostata di 50 km a sud rispetto al tempo del viaggio di Ross, il che significa che la nave aveva già stabilito un nuovo record. Borchgrevink decise di effettuare uno sbarco sulla barriera stessa. Nelle vicinanze dell'insenatura di Ross trovò un punto in cui il ghiaccio era abbastanza inclinato da far pensare ad un possibile sbarco. Il 16 febbraio lui, Colbeck e Savio sbarcarono con i cani ed una slitta, risalirono la superficie della barriera e percorsero alcuni chilometri fino ad un punto di cui stimarono la latitudine in 78°50′S, un nuovo Farthest South. Furono i primi a camminare sulla barriera, guadagnandosi l'approvazione di Amundsen: "Dobbiamo riconoscere che, salendo sulla barriera, Borchgrevink aprì la strada al sud, ed eliminò il maggiore ostacolo per le spedizioni che seguirono". Vicino a quello stesso punto, dieci anni dopo, Amundsen avrebbe stabilito il campo base di "Framheim", prima del viaggio che lo condusse per primo al polo sud.
Durante il ritorno a nord, la Southern Cross si fermò a Franklin Island, al largo della costa della Terra della regina Victoria, facendo una serie di calcoli magnetici. Questo permise di dimostrare che il polo sud magnetico era, come si pensava, nella Terra della regina Victoria, ma più a nord ed a ovest di quanto si pensasse. Il gruppo ripartì poi diretto a casa, superando il Circolo polare antartico il 28 febbraio. Il 1º aprile la notizia del loro ritorno fu inviata via telegramma da Bluff (Nuova Zelanda).

## Conseguenze

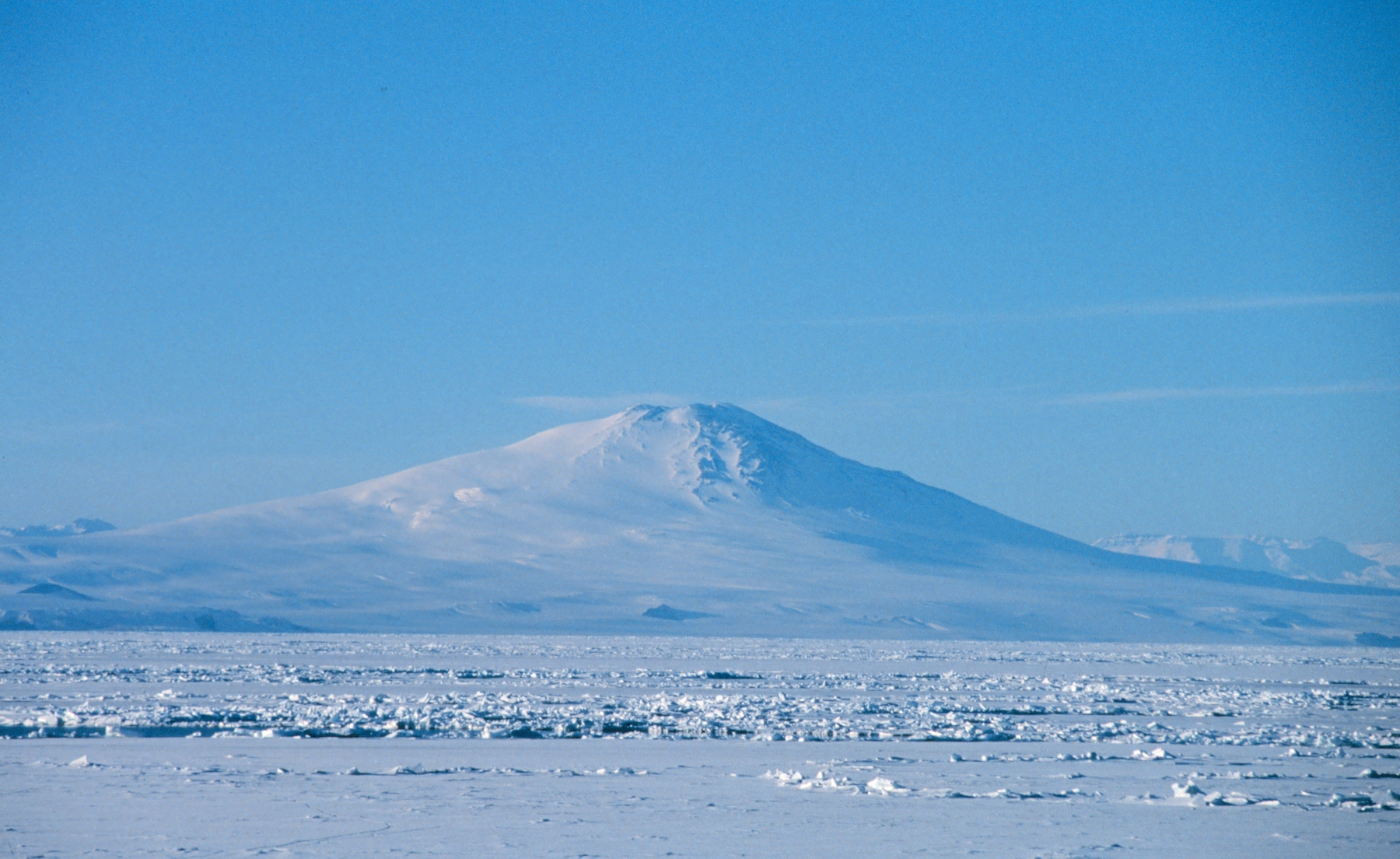
Monte Melbourne, nella Terra della regina Victoria, ai piedi del quale Borchgrevink scoprì "un eccellente punto per accamparsi"

La Southern Cross tornò in Inghilterra nel giugno del 1900, ricevendo un freddo bentornato. Nei circoli geografici c'era tuttora risentimento per il fatto che Borchgrevink avesse ottenuto i fondi di Newnes, e l'opinione pubblica era distratta dai preparativi per la spedizione Discovery che sarebbe salpata l'anno seguente. Nel frattempo Borchgrevink definì il proprio viaggio un completo successo, affermando: "Le regioni antartiche potrebbero essere un nuovo Klondike", in termini di pesca, caccia alle foche ed estrazione minerale. Aveva dimostrato che una spedizione permanente poteva sopravvivere all'inverno antartico, ed aveva compiuto una serie di scoperte geografiche. Tra queste c'erano nuove isole nella baia Robertson e nel mare di Ross, ed i primi sbarchi su Franklin Island, Coulman Island, l'Isola di Ross e la Barriera di Ross. L'esplorazione della costa della Terra della regina Victoria aveva portato a "importanti scoperte geografiche ... del fiordo Southern Cross, e di un eccellente punto per accamparsi ai piedi del Monte Melbourne". Il più importante successo esplorativo, disse, fu la scalata della Grande barriera di ghiaccio ed il viaggio al "punto più a sud mai raggiunto dall'uomo".
Il racconto di Borchgrevink della spedizione, First on the Antarctic Continent, fu pubblicato l'anno seguente. L'edizione inglese, che potrebbe essere stata ritoccata dagli uomini di Newnes, fu criticata per il suo stile "giornalistico" e per il tono di vanteria. L'autore, che "non era famoso per la modestia o il tatto", iniziò una serie di conferenze in Inghilterra e Scozia, senza ottenere molto seguito.
Hugh Robert Mill disse che nonostante i risultati scientifici della spedizione non fossero grandi come ci si sarebbe aspettato, molte delle note di Hanson sparirono misteriosamente, la spedizione fu "interessante dal punto di vista del lavoro scientifico". Le condizioni meteorologiche e magnetiche della Terra della regina Victoria furono registrate per un anno intero; fu calcolato il punto del polo sud magnetico (anche se non visitato); furono raccolti campioni di fauna e flora locale, e della sua geologia. Borchgrevink affermò anche di aver scoperto nuovi insetti e specie che abitavano acque poco profonde, dimostrando la "bi-polarità" (esistenza di specie in prossimità dei poli nord e sud).
Gli ambienti geografici in Gran Bretagna ed all'estero non concessero subito riconoscimenti formali alla spedizione. La Royal Geographical Society concesse a Borchgrevink una fellowship, ed altre medaglie ed onori giunsero da Norvegia, Danimarca e Stati Uniti d'America, ma i successi della spedizione non furono riconosciuti. Markham continuò ad attaccare Borchgrevink, definendolo astuto e senza scrupoli. Il caldo tributo di Amundsen fu l'unica voce fuori dal coro. Il biografo di Scott, David Crane, ipotizzò che se Borchgrevink fosse stato un ufficiale navale britannico la sua spedizione sarebbe stata trattata diversamente in Gran Bretagna, ma che "un marinaio/professore norvegese non sarebbe mai stato preso seriamente". Un tardivo riconoscimento giunse nel 1930, molto dopo la morte di Markham, quando la Royal Geographical Society conferì a Borchgrevink la Patron's Medal. Ammise che "non fu fatta giustizia al tempo all'opera pionieristica della spedizione Southern Cross", e che la quantità di difficoltà che dovette affrontare erano state sottostimate. Dopo la spedizione Borchgrevink visse in modo ritirato, lontano dall'occhio pubblico. Morì a Oslo il 21 aprile 1934.